# Pagazzano
Pagazzano ist eine italienische comune (Gemeinde) in der Provinz Bergamo. Sie liegt zugleich in der Lombardei etwa 40 km östlich von Mailand und etwa 20 km südlich von Bergamo.
Pagazzano grenzt an die Gemeinden: Bariano, Brignano Gera d’Adda, Caravaggio, Morengo.
Pagazzano bestand schon in der Antike. Landwirtschaft prägte schon immer das Ortsbild. Im Mittelalter entstand eine Festung.

## Sehenswürdigkeiten

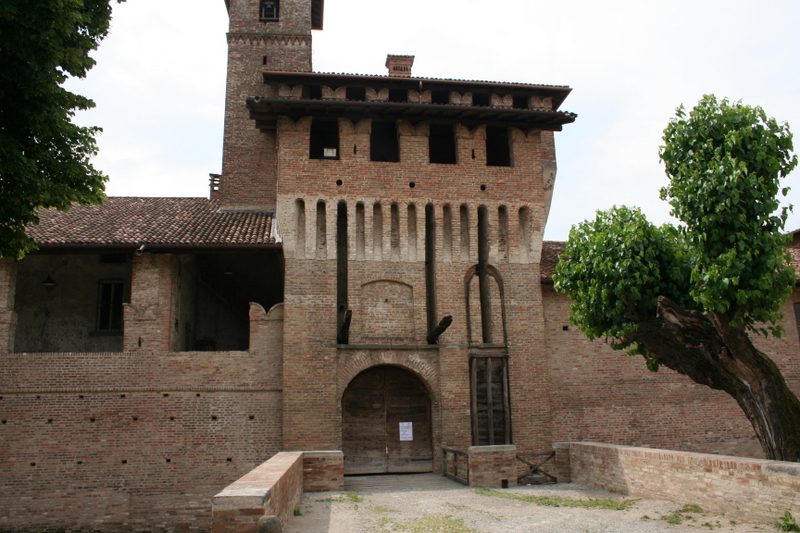
Castello Visconteo

- Castello Visconteo, Burg des 15. Jahrhunderts.